# Вікторія (станція метро, Афіни)
«Вікторія» (грец. Βικτώρια) — станція Афіно-Пірейської залізниці Афінського метрополітену. Розташована за 10,995 км від станції метро «Пірей». Станція була відкрита 1 березня 1948 року. Названа на честь королеви Великої Британії Вікторії.